# Lubenia (gmina)
Lubenia – gmina wiejska w województwie podkarpackim, w powiecie rzeszowskim. W latach 1975–1998 gmina położona była w województwie rzeszowskim.
Siedziba gminy to Lubenia.
Według danych z 30 czerwca 2004 gminę zamieszkiwały 6433 osoby. Natomiast według danych z 31 grudnia 2019 roku gminę zamieszkiwało 6493 osoby.

## Struktura powierzchni
Według danych z roku 2002 gmina Lubenia ma obszar 54,77 km², w tym:
- użytki rolne: 67%
- użytki leśne: 24%

Gmina stanowi 4,49% powierzchni powiatu.

## Demografia

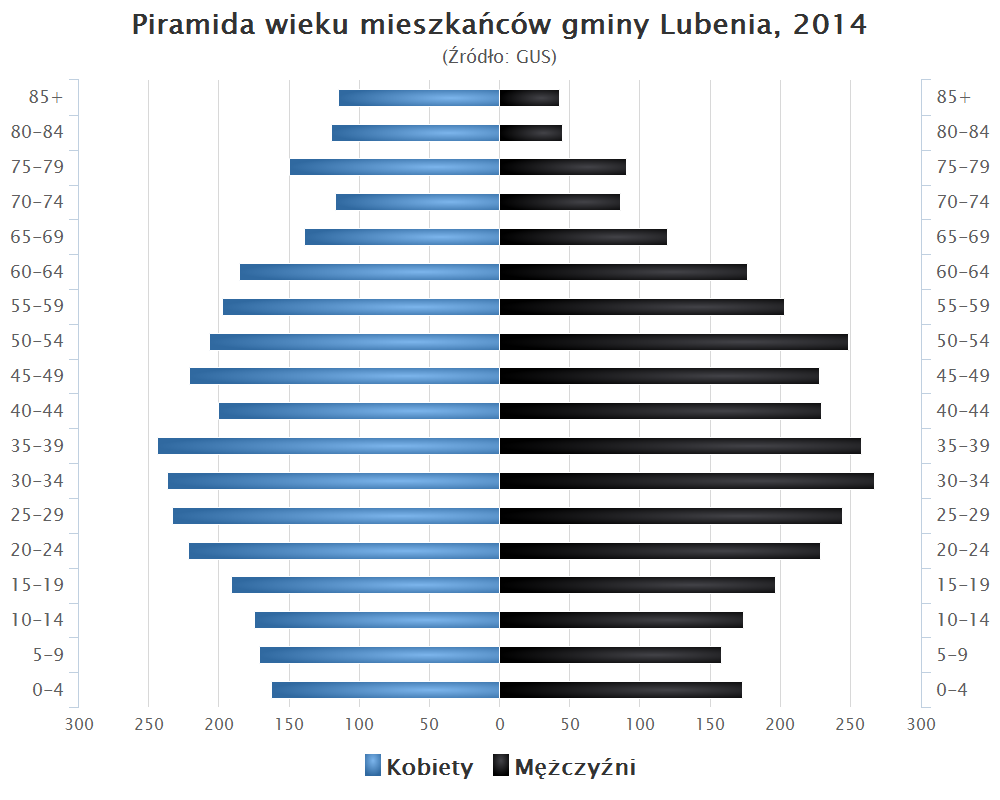
Piramida wieku mieszkańców gminy Lubenia w 2014 roku

Dane z 30 czerwca 2004:
| Opis                              | Ogółem | Ogółem | Kobiety | Kobiety | Mężczyźni | Mężczyźni |
| --------------------------------- | ------ | ------ | ------- | ------- | --------- | --------- |
| Jednostka                         | osób   | %      | osób    | %       | osób      | %         |
| Populacja                         | 6433   | 100    | 3281    | 51      | 3152      | 49        |
| Gęstość zaludnienia [mieszk./km²] | 117,5  | 117,5  | 59,9    | 59,9    | 57,5      | 57,5      |

## Turystyka
W gminie powstały cztery ścieżki rowerowe o długości od 7 do 35 km pozwalające zwiedzanie miejsc atrakcyjnych turystycznie w tym Hyżniańsko-Gwoźnicki Obszar Chronionego Krajobrazu.
W Lubeni znajdują się także pozostałości wczesnośredniowiecznego grodu obronnego Okop, z dobrze zachowanymi ziemnymi wałami obronnymi i fosą.

## Sołectwa
Lubenia, Siedliska, Sołonka, Straszydle.

## Sąsiednie gminy
Błażowa, Boguchwała, Czudec, Niebylec, Rzeszów, Tyczyn